# Lobeliomyia scotti
Lobeliomyia scotti är en tvåvingeart som beskrevs av Richards 1951. Lobeliomyia scotti ingår i släktet Lobeliomyia och familjen hoppflugor.
Artens utbredningsområde är Etiopien. Inga underarter finns listade i Catalogue of Life.